# Оксфордская группа
О́ксфордская гру́ппа (Oxford Group) — это неденоминационного движения, основанного Фрэнком Бухманом в 1928 году. Члены этого движения стремились к духовному возрождению и личностному росту.
Основные принципы Оксфордской группы включают так называемые «четыре абсолютных» стандарта:
1. Абсолютная честность: Стремление к полной правдивости в отношениях с собой и другими.
2. Абсолютная чистота: Поддержание чистоты мыслей, слов и действий.
3. Абсолютная бескорыстность: Действия, направленные на благо других без ожидания вознаграждения.
4. Абсолютная любовь: Проявление безусловной любви и заботы ко всем людям.
Эти принципы были основой для личностного и духовного роста участников и служили руководством для их повседневной жизни.